# 차크라 (운영 체제)

로고.

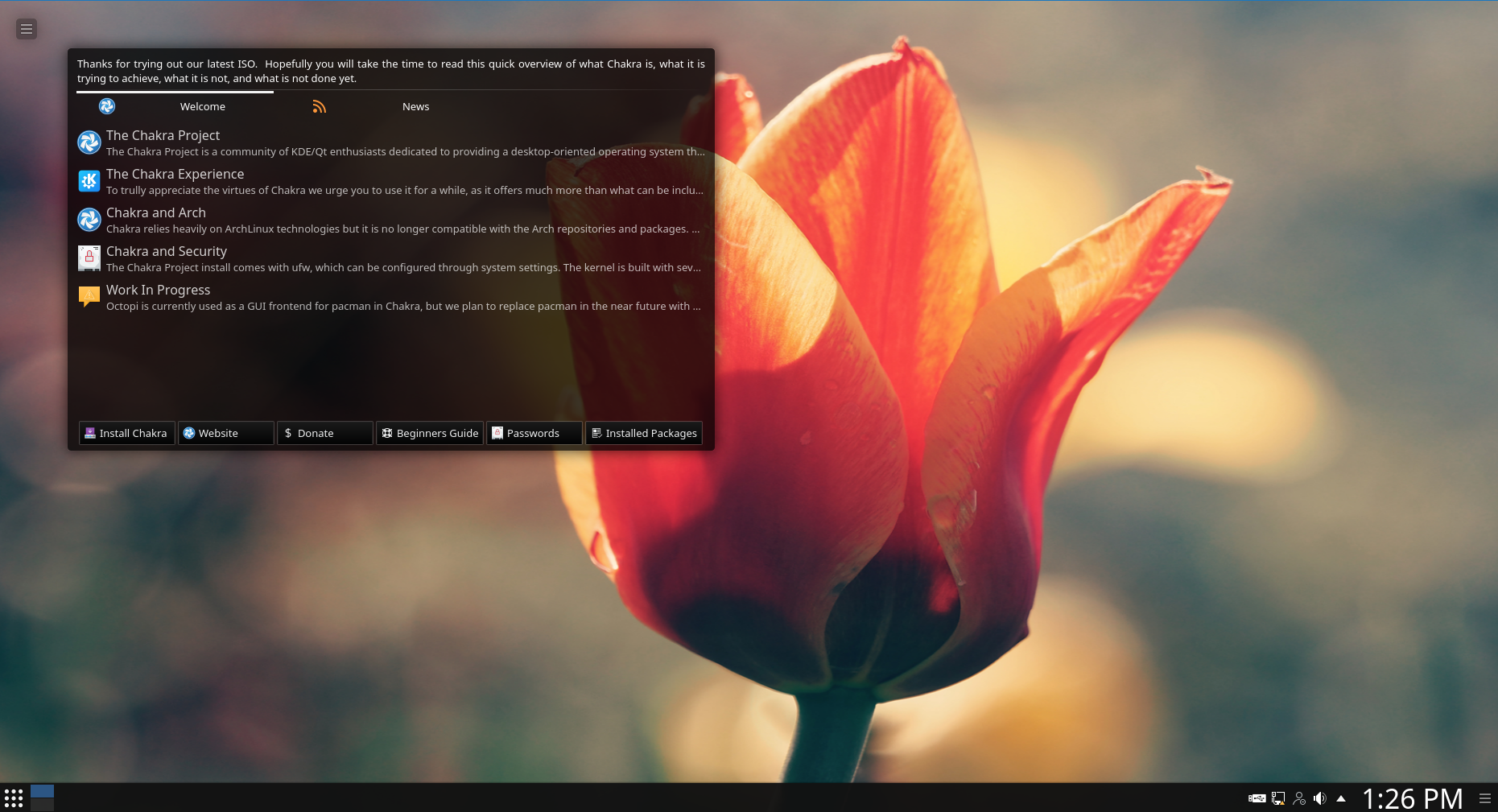
스크린샷.

차크라(Chakra, 공식 명칭: Chakra GNU/Linux)는 본래 아치 리눅스에 기반을 두고 최신 KDE 소프트웨어에 초점을 둔 GNU/리눅스 배포판이며 가능하면 다른 위젯 툴킷의 사용을 최소화하는 KDE/Qt를 제공하기 위해 고안되었다. 비평가들로부터 좋은 평가를 받고 있다.

## 역사
2006년 6월에 아치 리눅스 사용자 그룹은 아치 리눅스의 표준 KDE 설치를 개선하고 단순화할 목적으로 KDEmod 패키징 프로젝트를 시작하였다. 2008년 12월, 이 그룹은 미리 구성된 아치 + KDEmod + Tribe가 포함된, 자신들의 최초의 맞춤식 ISO를 출시했다. 여러 릴리스 이후 선임 개발자 Jan Mette는 KDE 소프트웨어와의 통합성을 높일 수 있도록 아치와 분리할 것을 제안했다.
2010년 8월 30일, 최초의 독립 버전인 차크라 0.2가 출시되었다. 이후 KDEmod의 개발이 끝나고 프로젝트의 이름은 차크라 프로젝트(The Chakra Project)로 바뀌었다.

## 기능
차크라는 자유 및 사유 소프트웨어를 포함하고 있지만 후자의 경우 설치 중에 비활성화할 수 있다. x86_64 아키텍처 전용이며 i686 지원은 2012년 8월에 중단되었다. KDE 소프트웨어 모음에 기반을 두고 있다.

## 설치
차크라 웹사이트는 CD, DVD, USB로부터 실행 가능한 ISO 이미지를 제공하고 있다. 이 ISO 이미지들은 2가지 버전이 있다. (풀 에디션, 최소 에디션) 그래픽컬한 차크라 설치 프로그램은 "Calamares"라고 한다.

## 패키지 관리

### 저장소
현재 다음의 주요 저장소가 존재한다:
- core: 베이스 시스템의 설정에 필요한 모든 패키지를 포함한다.
- desktop: KDE 소프트웨어 모음 패키지와 차크라 도구를 포함한다.
- gtk: 잘 알려진 다양한 GTK 애플리케이션들을 포함한다.
- lib32: x86_64 사용자들이 64비트 환경에서 32비트 애플리케이션을 더 쉽게 지원할 수 있도록 하는 중앙 집중화된 저장소.

다른 저장소의 후보 패키지들을 포함하는 testing 저장소도 있다. 현재, 다음의 테스팅 저장소들이 존재한다:
- testing: 안정적인 저장소를 위한 패키지가 포함된다.

불안정한 것으로 간주되는 애플리케이션들을 포함하는 unstable 저장소도 있다. 공식 릴리스용으로 대기하지 않는, git에서 직접 빌드된 패키지들도 있다. 현재 다음의 불안정 저장소들이 존재한다:
- unstable: 일반 패키지의 개발 버전을 포함한다.
- kde-unstable: KDE 소프트웨어 모음 패키지의 개발 버전을 포함한다.

### 차크라 커뮤니티 저장소 (CCR)
공식 저장소 외에 사용자들은 차크라 커뮤니티 저장소(CCR)로부터 패키지를 받아 설치할 수 있으며 공식 저장소에 포함되지 않는 사용자가 만든 PKGINFO와 PKGBUILD 스크립트를 제공하며 이는 아치 사용자 저장소의 영향을 받았다. CCR 패키지들은 명시적으로 의존 패키지들의 검사를 나열하고 차크라 아키텍처와 일치시키기 위해 설치를 구성함으로써 소스로부터의 빌드를 단순화한다. CCR 도우미 프로그램들은 다운로드 및 빌드 프로세스를 추가적으로 간소화한다.
많은 투표를 받아 차크라 소프트웨어 정책을 준수하는 CCR 패키지는 공식 저장소로 전송할 수 있다.